# Liste des sénateurs des Deux-Sèvres
Cette page présente la liste des sénateurs des Deux-Sèvres depuis la Troisième République.

## VeRépublique

### Mandature 2020-2026
Depuis le 27 septembre 2020
| Sénateur          |  | Parti | Premier mandat |
| ----------------- |  | ----- | -------------- |
| Gilbert Favreau   |  | LR    | 2020           |
| Philippe Mouiller |  | LR    | 2014           |

- 2 sénateurs élus selon un mode de scrutin majoritaire plurinominal pour 6 ans.

### Mandature 2014-2020
Depuis le 28 septembre 2014
| Sénateur            |  | Parti | Premier mandat |
| ------------------- |  | ----- | -------------- |
| Jean-Marie Morisset |  | UMP   | 2014           |
| Philippe Mouiller   |  | UMP   | 2014           |

- 2 sénateurs élus selon un mode de scrutin majoritaire plurinominal pour 6 ans.

### Mandature 2004-2014
Depuis le 26 septembre 2004
| Sénateur     |  | Parti | Premier mandat |
| ------------ |  | ----- | -------------- |
| André Dulait |  | UMP   | 1995           |
| Michel Bécot |  | UMP   | 1995           |

- 2 sénateurs élus selon un mode de scrutin majoritaire plurinominal pour 9 ans.

### Mandature 1995-2004
Depuis le 24 septembre 1995
| Sénateur     |  | Parti | Premier mandat |
| ------------ |  | ----- | -------------- |
| André Dulait |  | RPR   | 1995           |
| Michel Bécot |  | RPR   | 1995           |

- 2 sénateurs élus selon un mode de scrutin majoritaire plurinominal pour 9 ans.

### Mandature 1986-1995
Depuis le 24 septembre 1995
| Sénateur        |  | Parti | Premier mandat |
| --------------- |  | ----- | -------------- |
| Jean Dumont     |  | RPR   | 1986           |
| Georges Treille |  | RPR   | 1977           |

- 2 sénateurs élus selon un mode de scrutin majoritaire plurinominal pour 9 ans.

### Mandature 1977-1986
Depuis le 25 septembre 1977
| Sénateur        |  | Parti | Premier mandat |
| --------------- |  | ----- | -------------- |
| Jacques Ménard  |  | DVD   | 1959           |
| Georges Treille |  | RPR   | 1977           |

- 2 sénateurs élus selon un mode de scrutin majoritaire plurinominal pour 9 ans.

### Mandature 1968-1977
Depuis le 22 septembre 1968
| Sénateur              |  | Parti | Premier mandat |
| --------------------- |  | ----- | -------------- |
| Jacques Ménard        |  | DVD   | 1959           |
| Yvon Coudé du Foresto |  | CDS   | 1959           |

- 2 sénateurs élus selon un mode de scrutin majoritaire plurinominal pour 9 ans.

### Mandature 1959-1968
Depuis le 26 avril 1959
| Sénateur              |  | Parti | Premier mandat |
| --------------------- |  | ----- | -------------- |
| Jacques Ménard        |  | DVD   | 1959           |
| Yvon Coudé du Foresto |  | CD    | 1959           |

- 2 sénateurs élus selon un mode de scrutin majoritaire plurinominal pour 9 ans.

## IVeRépublique
- Émile Poirault de 1946 à 1948
- Yvon Coudé du Foresto de 1946 à 1948 et de 1955 à 1959
- Camille Héline de 1948 à 1952
- Félix Lelant de 1948 à 1957
- Jacques Ménard de 1957 à 1959

## IIIeRépublique
- Alfred Monnet de 1876 à 1882
- Alcide Taillefert de 1876 à 1882
- Marie-Clément de Reignié de 1882 à 1885
- Pierre Goguet de 1882 à 1886
- Émile Bergeon de 1885 à 1891
- François Garran de Balzan de 1886 à 1902
- Léo Aymé en 1891
- Camille Jouffrault de 1891 à 1905
- Théodore Girard de 1895 à 1918
- Louis Aguillon de 1903 à 1920
- Léopold Goirand de 1906 à 1920
- Hippolyte Gentil de 1920 à 1927
- Pierre Brangier de 1920 à 1927
- René Héry de 1920 à 1940
- Louis Dutaud de 1927 à 1929
- André Goirand de 1927 à 1940
- Louis Demellier de 1929 à 1940